# Постурография

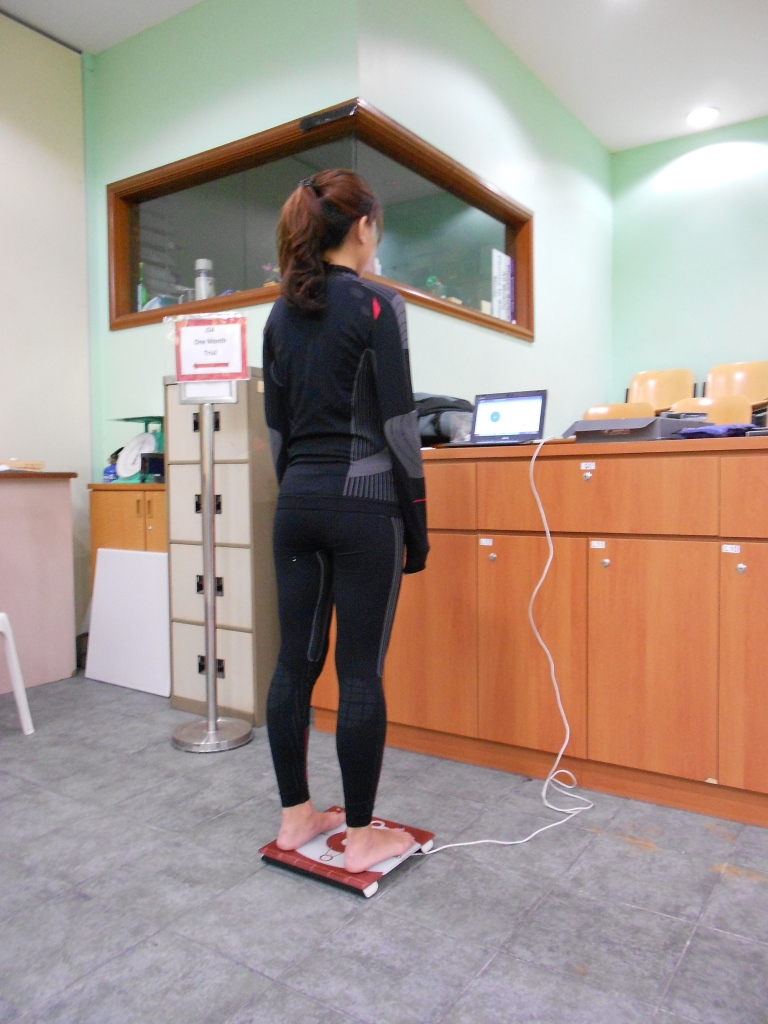
Исследование на статичной стабилоплатформе (неподвижная платформа)

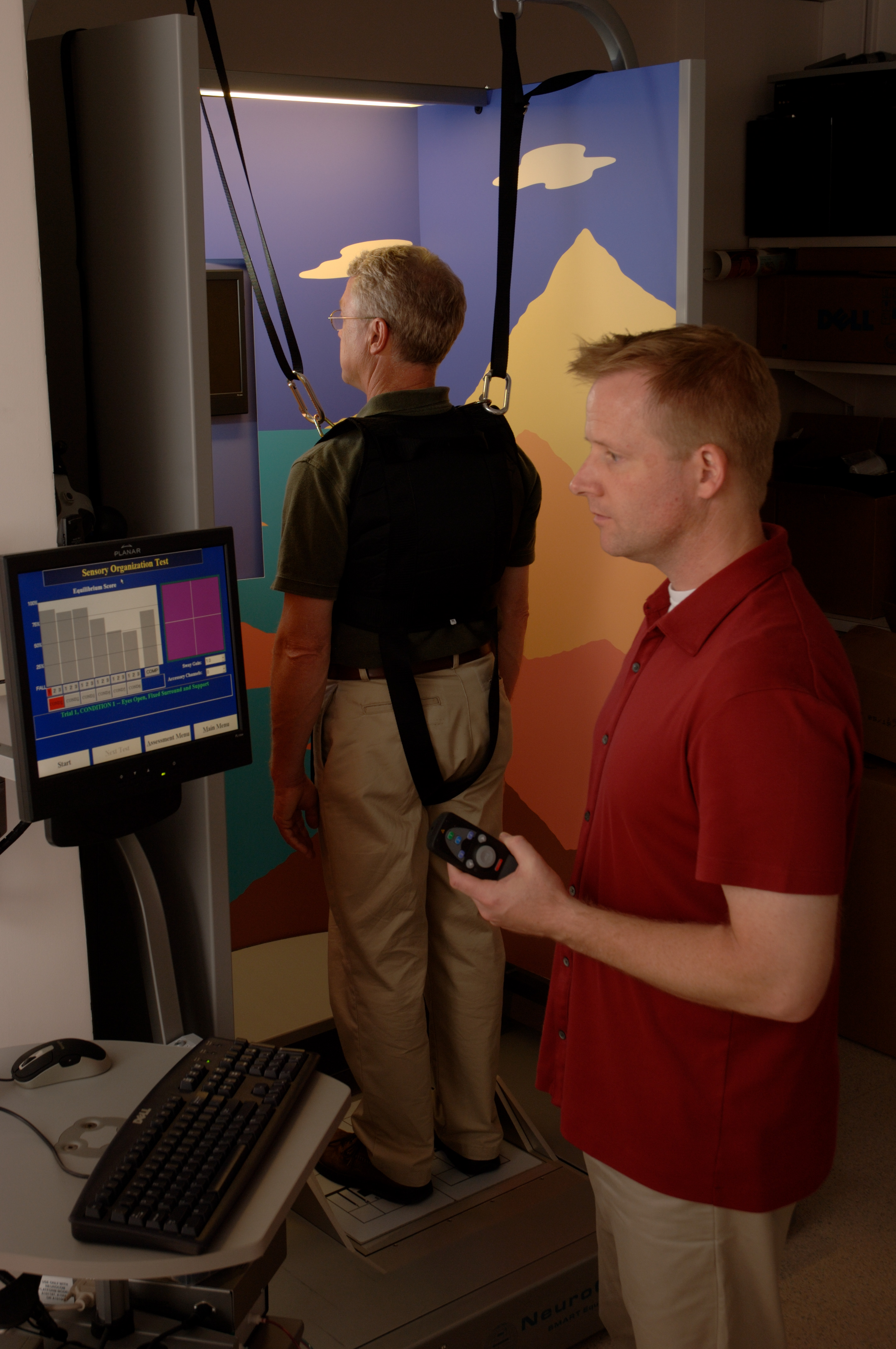
Исследование на гибридной стабилоплатформе (возможны статический и динамический — движущий, «качающий» платформу — режимы работы)

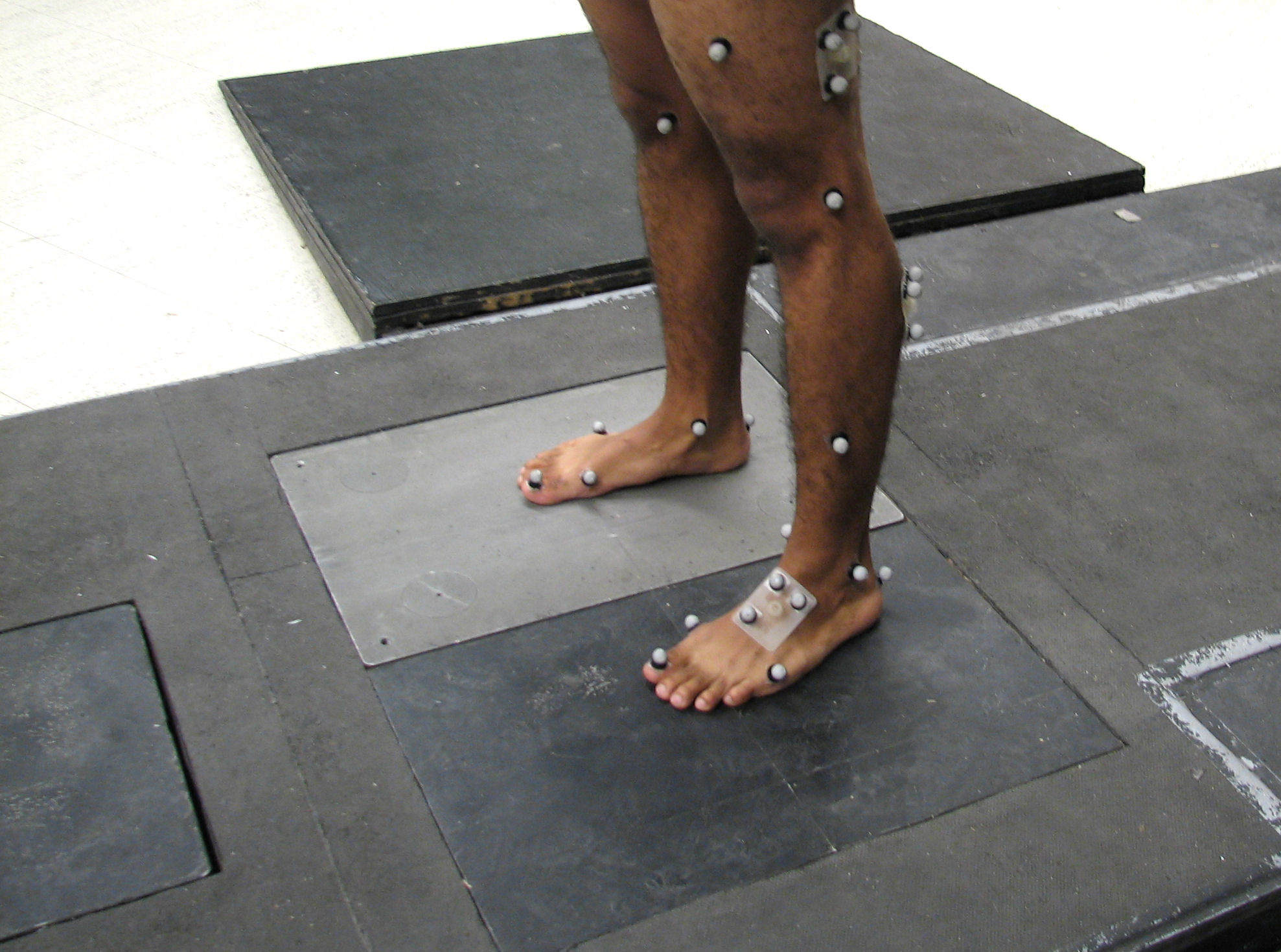
Исследование на силовой платформе (возможен анализ силы прыжка) с применением сигнальных меток

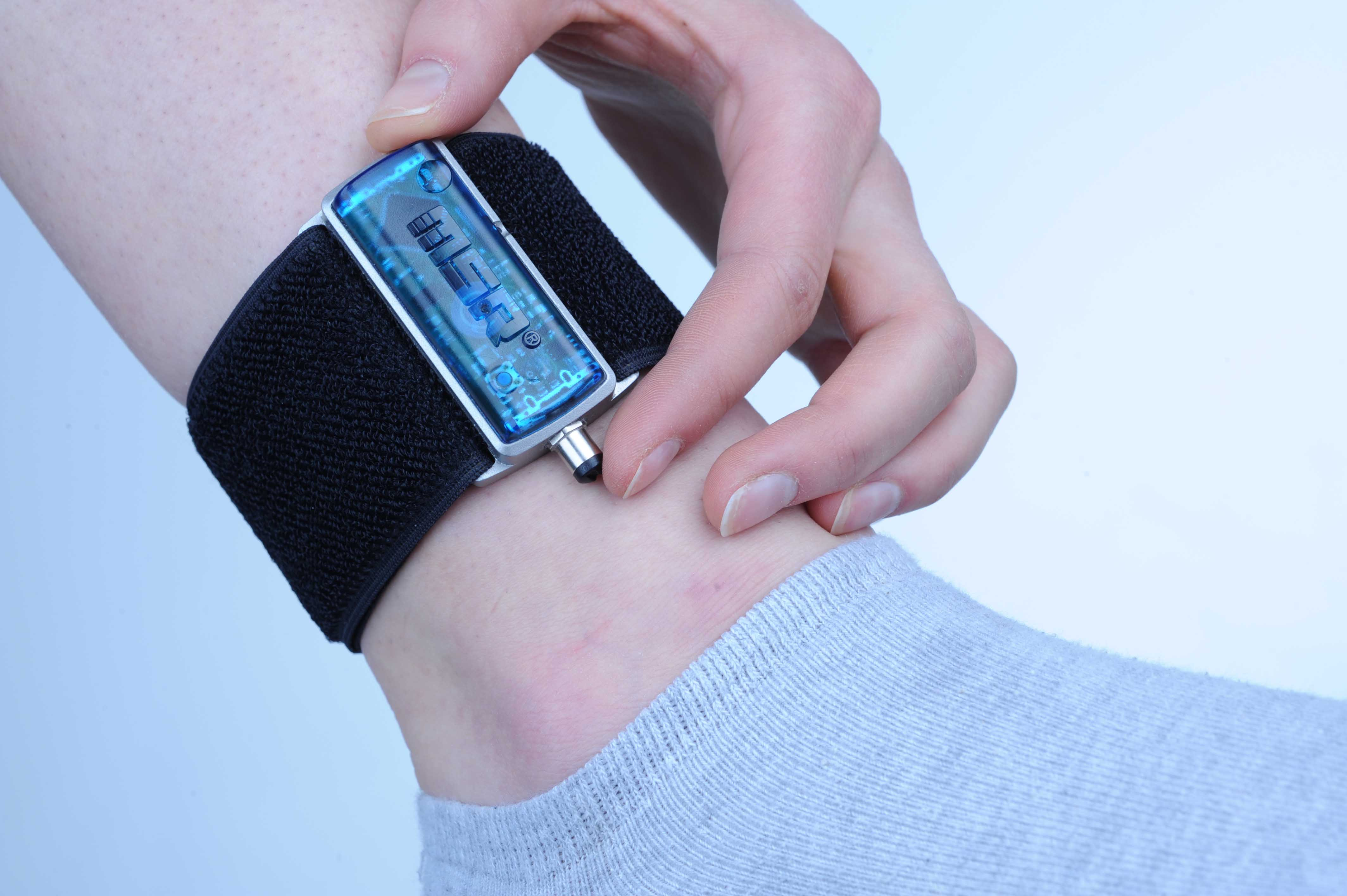
Пространственный датчик (датчик движения)

Постурографи́я (от англ. posture — поза, позиция, осанка и др.-греч. γράφω — пишу) — общий термин для методик оценки способности человека управлять позой тела. Постурография широко применяется в медицине, спорте, психологии и других областях для оценки состояний человека.
В России часто применяются термины стабилометри́я или стабилографи́я как синонимичные, хотя подразумевается анализ изменений позы человека только на определённом типе оборудования — стабилометрической платформе. За рубежом также иногда используется термин стабилометрия для выделения такого типа постурографических методик или в описаниях функций приборов. Постурография включает стабилометрию как одну из методик.

## Методики
Методики отличаются типом применяемого оборудования, на котором измеряют различные физические параметры, связанные с перемещениями центра давления, перемещениями конечностей и сегментов тела, силой толчка (прыжка) и других.

Использование стабилометрических платформ 

Объединяет процедуры, в которых анализ основан на сведениях о перемещениях центра давления человека на опору. 

- Развитие европейской школы[10][11][12]

В рамках развития европейской школы были разработаны подходы к анализу перемещений центра давления, включающие показатели длины статокинезиограммы, площади статокинезиограммы и других.
- Развитие американской школы

Согласно распространенной концепции проведения стабилометрических исследований, разработанной одним из пионеров современной постурологии американским исследователем Льюисом Нашнером и другими, выделяют исследования на статичной поверхности и на движущейся (меняющей угол наклона) поверхности с целью реализации последовательных тестов:
Sensory Organization Test (SOT) — Тест сенсорной организации
Limits of Stability Test (LOS) — Тест на устойчивость
Motor Control Test (MCT) — Тест моторного контроля
Adaptation Test (ADT) — Тест на адаптацию
Большое распространение такой подход получил в связи с коммерческим успехом и широким распространением приборов основанной при участии Льюиса Нашнера американской компании «Нейроком» (NeuroCom, div of Natus). Статическая постурография (постуральный тест) проводится на фиксированной силовой платформе или стабилоплатформе. Человек стоит вертикально, и датчики платформы (преобразователи силы и движения) могут определять незначительные колебания тела. В динамической постурографии, в отличие от статической, используется устройство с подвижной горизонтальной платформой. Компьютер управляет электродвигателями, смещающими платформу в горизонтальной плоскости и наклоняющими её. Протоколы исследования включают в себя последовательность стандартных движений платформы, которыми поза тела может быть разбалансирована. Также платформа может содержать экраны, изображение на которых создает видимость движения. Во время исследования пациент сохраняет вертикальное положение с открытыми или закрытыми глазами. Производится несколько последовательных тестов, в разных условиях, меняющих степень участия различных систем организма в поддержании позы..
В настоящее время, в связи с более широкой доступностью инструментального оснащения и увеличением разнообразия выпускаемых приборов для статической и динамической постурографии, постепенно формируются подходы к большей стандартизации метода, которая пока не достаточно разработана.
- Применение и критика

Стабилометрия применяется в медицине, спорте
, психологии и других сферах для количественной оценки двигательно-координационных возможностей. Метод включен в российские стандарты оказания медицинской помощи как один из способов диагностики при некоторых заболеваниях: врожденные аномалии нервной системы, травмы позвоночника и спинного мозга, болезнь Паркинсона, полиневропатии и других.
Из-за недостаточной пока стандартизации метода критика может быть связана с каким-либо одним видом или типом методики исследования, стоимостью определённого оборудования (одного из производителей), квалификацией исследователя и так далее, что снижает её применимость. Например, согласно одному из мнений, постурографические тесты должны проводиться лишь у пациентов с серьезными патологиями и прогрессирующими нарушениями для выбора более подходящей терапии и оценки эффективности лечения.
Использование силовых платформ 

Силовые платформы могут использоваться в режиме стабилометрических или иначе…
Использование оптической техники 

Развитие видеотехники, лазерной техники и мощности персональных компьютеров позволило обеспечить достаточно точную регистрацию и анализ изменений позы человека для прикладных задач. Используют видеоанализ, различные системы отслеживания движений головы и захвата движения. Разные варианты постурографического исследования, называемые, например, «видеостабилометрия» постепенно получают определённое распространение, но пока не стандартизованы.
Использование пространственных датчиков 

Сегодня предлагаются методики анализа позы, основанные на обработке сигналов от аскелерометрических датчиков, которые прикрепляют к конечностям, туловищу и голове. Для названия методики используются названия «акселерометрия», «пространственная стабилометрия», «3D-стабилометрия» и другие. В силу новизны, методика недостаточно разработана и слабо стандартизована.